# Helmut Nennmann
Helmut Nennmann (* 1949 in Kunow, SBZ) ist ein deutscher Maler und Grafiker.

## Leben
Helmut Nennmann wurde im Jahr 1949 im brandenburgischen Kunow geboren. Wahrscheinlich handelt es sich hierbei um das heute zu Schwedt an der Oder gehörige Dorf und nicht den gleichnamigen Ortsteil der Gemeinde Gumtow im Landkreis Prignitz. Nennmanns Familie verließ wohl bereits kurz nach seiner Geburt die DDR. Nach dem Abitur studierte Nennmann Garten- und Landschaftsarchitektur an der Fachhochschule Weihenstephan in Freising und schloss dieses Studium im Jahr 1975 als Diplomingenieur ab. Nach seiner Studienzeit war er einige Jahre als wissenschaftlicher Assistent an der Hochschule tätig. 
Nach einigen Jahren entschied sich Nennmann für die Aufnahme eines Zweitstudiums. Er bewarb sich hierfür an der Akademie der Bildenden Künste in München und wurde aufgenommen. Er studierte bis 1981 bei Thomas Zacharias und erhielt 1984 eine Stelle als Kunstlehrer am Steigerwald-Landschulheim Wiesentheid. Zwei Jahre später eröffnete Nennman neben seiner Arbeit an der Schule eine eigene Galerie im Wiesentheider Gemeindeteil Feuerbach, die er bis heute betreibt. Daneben waren die abstrakten Bilder Nennmanns in verschiedenen Ausstellungen zu sehen, wobei der Künstler seine Werke vor allem in unterfränkischen Galerien und Standorten präsentiert. 2011 wurde er aus dem Schuldienst in den Ruhestand entlassen.

## Ausstellungen (Auswahl)
- 1984: Haus der Kunst, München
- 1992: Spitäle, Würzburg
- 1994: Galerie CasArte, Aschaffenburg
- 1996: Galerie Capriola, Großostheim
- 1997: Rathausgalerie, Caen
- 1998: Galerie CasArte, Aschaffenburg
- 2001: Lousa, Portugal
- 2001: Calvados, Frankreich
- 2002: Otto-Richter-Halle, Würzburg
- 2003: Kulturspeicher, Würzburg
- 2006: Galerie Kunstbehandlung, München
- 2020: Stadttheater Fürth, Fürth

## Mitgliedschaften
- Berufsverband Bildender Künstler
- Vereinigung Kunstschaffender Unterfranken